# Notoliparis kurchatovi
Notoliparis kurchatovi is een straalvinnige vissensoort uit de familie van slakdolven (Liparidae). De wetenschappelijke naam van de soort is voor het eerst geldig gepubliceerd in 1975 door Andriashev.